# Sideritis algarviensis
Sideritis algarviensis là một loài thực vật có hoa trong họ Hoa môi. Loài này được D.Rivera & Obón miêu tả khoa học đầu tiên năm 1989 publ. 1990.